# Jon Sudbø
Jon Sudbø (* 3. Mai 1961) ist ein ehemaliger norwegischer Zahnarzt, Arzt und medizinischer Forscher im Radiumhospital in Oslo. Anfang der 2000er Jahre war er prominentes Beispiel von Betrug in der Wissenschaft.

## Leben
Er promovierte zum Dr. med. (norwegische Promotion entspricht etwa Habilitation) im Jahr 2001 und war als Oberarzt und außerordentlicher Professor (førsteamanuensis) an der Universität Oslo tätig.
Im Januar 2006 gab Jon Sudbø zu, 900 Patientendaten von Mundkrebskranken frei erfunden, sie zu einer Studie verarbeitet und diese in der angesehenen Fachzeitschrift The Lancet veröffentlicht zu haben, zusammen mit 13 Co-Autoren. Die Aussage dieser Fälschung war, dass das Risiko für Mundkrebs bei Rauchern angeblich auf die Hälfte gesenkt werden könne, wenn man über längere Zeit Paracetamol einnehme. Ferner wurde ihm nachgewiesen, Abbildungen für eine Veröffentlichung im New England Journal of Medicine verfälscht zu haben. Laut Presseberichten vom 25. Januar 2006 gab er auch die Fälschung einer Publikation im Journal of Clinical Oncology zu. Daraufhin wurden sämtliche 38 von ihm in den vergangenen acht Jahren veröffentlichten Studien einer Prüfung unterzogen. Die Untersuchung durch eine unabhängige Kommission ergab im Juni 2006, dass auch der größte Teil seiner weiteren Forschungsartikel durch manipulierte Daten wertlos ist.
Sudbø trat unmittelbar nach Bekanntgabe des Kommissionsberichts aus seinen akademischen Ämtern zurück. Im November 2006 wurden seine Zulassungen als Arzt und Zahnarzt widerrufen, im Dezember 2006 wurden ihm zudem alle erworbenen akademischen Grade aberkannt.
Bevor die Fälschungen entdeckt worden waren, hatte Jon Sudbø 70 Millionen norwegische Kronen (ca. 8,75 Mio. Euro) an Forschungsgeldern für seine Mundhöhlenkrebs-Untersuchungen von der US-amerikanischen NCI Forschungsbehörde erhalten.